# Cerno (Ljubuški, BiH)
Cerno je naseljeno mjesto u gradu Ljubuškom, Federacija BiH, BiH.

## Zemljopisni položaj i značajke
Nalazi se u istočnom dijelu ljubuške općine. Površina mu je 12,4 km2, najviša točka 238 m i najniža 122 m. Dijeli se na četiri zaseoka: Nadpolje, Glavica, Guljevina i Oplanovina. Kuće su uglavnom smještene na krškim predjelima oko Ceranskoga polja dugog oko dva i pol km i širokog oko četiristo metara. Filijalna crkva sv. Leopolda Mandića sagrađena je 1989.

## Stanovništvo

### 1991.
Nacionalni sastav stanovništva 1991. godine, bio je sljedeći:
ukupno: 403
- Hrvati – 400
- ostali, neopredijeljeni i nepoznato – 3

### 2013.
Nacionalni sastav stanovništva 2013. godine, bio je sljedeći:
ukupno: 355
- Hrvati – 355

## Povijest
Na području Cerna nalazi se oko 300 grobnih kamenih gomila, najviše u ljubuškoj općini. Najveći broj nalazi se na sjeverozapadnim padinama Ceranskog polja. Na koti 223 metra iznad zaseoka Nadpolje nalazi se gradina Cvitangrad. Okružena je s tri koncentrična prstenasta suhozida: vanjski 135 × 110 m, središnji 88 × 75 m i unutarnji 50 × 41 m. U svakom prstenu postoje ulazi. Prosječna širina zidova je 3 metra, ponegdje do 1,5 metra visine. Na dva mjesta nalazišta su srednjovjekovnih stećaka. Na lokalitetu Tulekovina 21 je primjerak, 11 ploča, 9 škrinja i 1 sljemenjak, uglavnom obrasli i utonuli u zemlju. Na lokalitetu Stećci 5 je primjeraka, koji su također obrasli i utonuli u zemlju.